# Reforma de Pineda
Reforma de Pineda es una población del estado mexicano de Oaxaca, localizada en su extremo sureste en el Istmo de Tehuantepec, es cabecera y única localidad del municipio del mismo nombre.

## Historia
El origen de la población que hoy se conoce con el nombre de Reforma de Pineda se remonta a los últimos años de siglo XIX de acuerdo a la tradición oral de los habitantes del pueblo, y es similar al origen considerados para otras poblaciones de la zona —como Chahuites—; de acuerdo a esta tradición, los habitantes que fundaron Reforma de Pineda tenían su origen en una población denominada Paso Lagarto que habría estado ubicada en los límite de los estados de Oaxaca y Chiapas, misma que abandonaron debido al régimen de explotación que sufrían por parte los dueños de una finca de la zona donde desempeñaban trabajos agrícolas, habiéndose trasladado en busca de un nuevo asentamiento, solicitaron los permisos correspondientes para asentarse en territorio perteneciente al municipio de San Francisco Ixhuatán, mismo que de acuerdo a documentos firmados en 1896 fue concedido por el jefe político Manuel Jiménez Ramírez quien le otorgó el nombre de Paso Trapiche, por encontrarse en esa zona un trapiche propiedad de Venancio Mesa, esta primera población estuvo localizada al sur de la actual en las márgenes del río Ostuta, sin embargo, por ser un terreno bajo, era proclive a inundaciones, por lo que nuevamente solicitaron su relocalización que fue concedida y la población se mudó a su sitio actual, siendo conocida a partir de entonces con el nombre de Reforma, en honor a las Leyes de Reforma; la población recibió un gran impulso a su desarrollo al ser construido junto a ella el Ferrocarril Interoceánico que unía el centro de México con Oaxaca y Chiapas y del que se convirtió en estación, posteriormente la actividad del ferrocarril decaería hasta casi desaparecer, siendo a partir de los primeros años del siglo XXI paso obligado del ferrocarril utilizado por miles de migrantes centroamericanos para llegar a Estados Unidos.
Inicialmente parte del municipio de San Francisco Ixhuatán, Reforma fue designada cabecera municipal del nuevo municipio del mismo nombre que fue credado por decreto del 25 de diciembre de 1926, permaneció con este nombre hasta el 31 de mayo de 1941 en que el decreto número 86 del Congreso de Oaxaca modificó el nombre de la población y del municipio por el actual de Reforma de Pineda, en honor del general Rosendo Pineda, originario de Juchitán de Zaragoza.

## Localización y demografía
Reforma de Pineda se encuentra localizada en el sureste del estado de Oaxaca en la región del Istmo de Tehuantepec, al noreste de la Laguna Inferior y al sur de la zona de Los Chimalapas, sus coordenadas geográficas son 16°23′54″N 94°27′29″O / 16.39833, -94.45806 y tiene una altitud de 20 metros sobre el nivel del mar, se encuentra localizada en la Llanura Costera del Pacífico, por lo que su entorno es prácticamente plano. Su principal vía de comunicación es una carretera estatal que hacia el norte la comunica con la población de Colonia Río Ostuta en donde entronca con la Carretera Federal 200, la principal de comunicación, esta misma carretera estatal une a Reforma de Pineda hacia el sur con San Francisco Ixhuatán y San Francisco del Mar, además es comunicada por la línea de ferrocarril que hacia el oeste la una con Juchitán de Zaragoza y Ciudad Ixtepec, y hacia el este con Chahuites y la ciudad de Arriaga, Chiapas.
De acuerdo con los resultados del Censo de Población y Vivienda realizado en 2010 por el Instituto Nacional de Estadística y Geografía, la población total de Reforma de Pineda es de 2 671 personas, siendo de ellas 1 310 hombres y 1 361 mujeres.